# Plioxylion plurispinis
Plioxylion plurispinis är en skalbaggsart som först beskrevs av Pierre Lesne 1895.  Plioxylion plurispinis ingår i släktet Plioxylion och familjen kapuschongbaggar. Inga underarter finns listade i Catalogue of Life.